# 谭盈科
谭盈科（1924年10月—），男，汉族，湖南安乡人，中国化学工程专家，华南理工大学教授，中国农工民主党中央委员会原常务委员、广东省委员会原主任委员，第六、七、八届全国人大代表。